# Vendée
Vendée je departman u francuskoj regiji Pays-de-la-Loire. Najveći grad i administrativno središte je La Roche-sur-Yon koji prema podacima iz 1999. ima 50.000 stanovnika. Površina departmana iznosi 6.720 km², a gustoća naseljenosti iznosi svega 86 stnanovnika po km². Departman Vendée administrativno je podijeljen na 3 okruga, 31 kantona i 282 općina. Jedan je od 83 prvobitnih departmana utemeljenih 4. ožujka 1790.

## Turizam
- Côte de Lumière

|  | Portal Francuske – Pristup člancima s tematikom o Francuskoj. |